# Hammersmith Odeon (album)
Hammersmith Odeon è un album dal vivo del musicista statunitense Frank Zappa, pubblicato postumo nel 2010.

## Tracce

### Disco 1
1. Convocation/The Purple Lagoon – 2:18
2. Dancin' Fool – 3:43
3. Peaches en Regalia – 2:36
4. The Torture Never Stops – 13:52
5. Tryin' to Grow a Chin – 3:37
6. City of Tiny Lites – 7:01
7. Baby Snakes – 1:54
8. Pound for a Brown – 20:39

### Disco 2
1. I Have Been in You – 13:55
2. Flakes – 6:39
3. Broken Hearts Are for Assholes – 3:54
4. Punky's Whips – 10:26
5. Titties 'n Beer – 4:49
6. Audience Participation – 3:32
7. The Black Page #2 – 2:49
8. Jones Crusher – 3:01
9. The Little House I Used to Live In – 7:13

### Disco 3
1. Dong Work for Yuda – 2:56
2. Bobby Brown Goes Down – 4:54
3. Envelopes – 2:16
4. Terry Firma – 4:10
5. Disco Boy – 6:43
6. King Kong – 10:10
7. Watermelon in Easter Hay (Prequel) – 3:55
8. Dinah-Moe Humm – 6:10
9. Camarillo Brillo – 3:23
10. Muffin Man – 6:18
11. Black Napkins – 5:16
12. San Ber'dino – 5:54